# Зибратсгфелль
Зибратсгфелль (нем. Sibratsgfäll) — коммуна (нем. Gemeinde) в Австрии, в федеральной земле Форарльберг.
Входит в состав округа Брегенц. Площадь общины составляет 29,20 км², население — 434 человека (1 января 2021), плотность населения — 15 чел./км². Официальный код — 80237.

## Население
| Год  | Численность |
| ---- | ----------- |
| 1869 | 304         |
| 1889 | 352         |
| 1890 | 289         |
| 1900 | 267         |
| 1910 | 284         |
| 1923 | 268         |
| 1934 | 270         |
| 1939 | 256         |
| 1951 | 340         |
| 1961 | 330         |
| 1971 | 308         |
| 1981 | 367         |
| 1991 | 404         |
| 2001 | 422         |
| 2011 | 388         |
| 2021 | 434         |

## Политическая ситуация
Бургомистр коммуны — Райнхольд Вальзер по результатам выборов 2005 года.
Совет представителей коммуны (нем. Gemeinderat) состоит из 9 мест.